# Ugrez
Ugrez je vertikalna razdalja med vodno gladino in najbolj spodnjim delom ladje. Ugrez določa kolikšna globina vode je potrebna za varno plovbo. Z ugrezom se da tudi določiti težo tovora, ki je naložen na ladjo. Je pa pri tem treba upoštevati gostoto vode, slana voda je bolj gosta (okrog 1025 kg/m3), sladka pa (1000 kg/m3) - zato lahko v slanih vodah ladje natovorijo malce več tovora.
Velike transportne ladje, kot so supertankerji imajo ugrez tudi do 28 metrov, ladje na razsuti tovor do nekje 23 metrov. Ko povsem raztovorijo svoj tovor se ugrez drastično zmanjša, zato morajo natovoriti balastno vodo za stabilnost in zato, da se povsem pokrije propeler z vodo. Superletalonosilke razred Nimitz z izpodrivom okrog 100 000 ton imajo ugrez največ 12,5 metrov.